# Temolo (araldica)
Il temolo è un pesce che si incontra nell'araldica civica.

## Posizione araldica ordinaria
Il temolo, come la maggior parte dei pesci, si rappresenta posto in fascia.

Inquartato: nel 1° e 4° d'azzurro, al temolo d'argento, nel 2° e 3° pure d'azzurro, allo scudetto d'argento (stemma di Germiny, Francia)
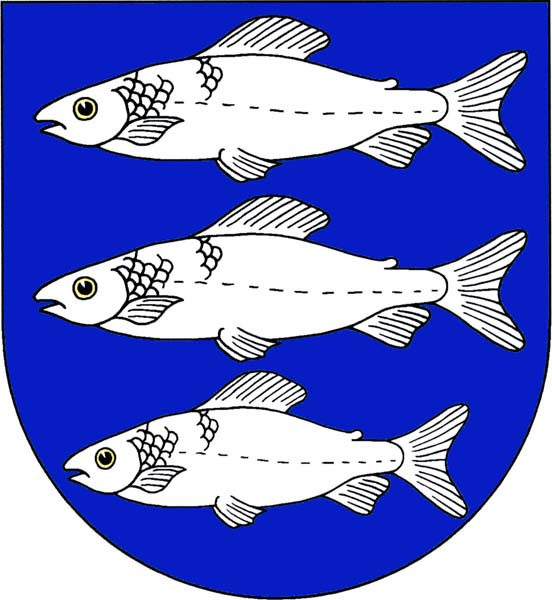
D'azzurro, a tre temoli d'argento l'uno sull'altro (Aš, Repubblica Ceca)
D'azzurro, a una trota e un temolo d'argento, nuotanti una sull'altro (Fontaine-de-Vaucluse, Francia)